# Leonardo Vega

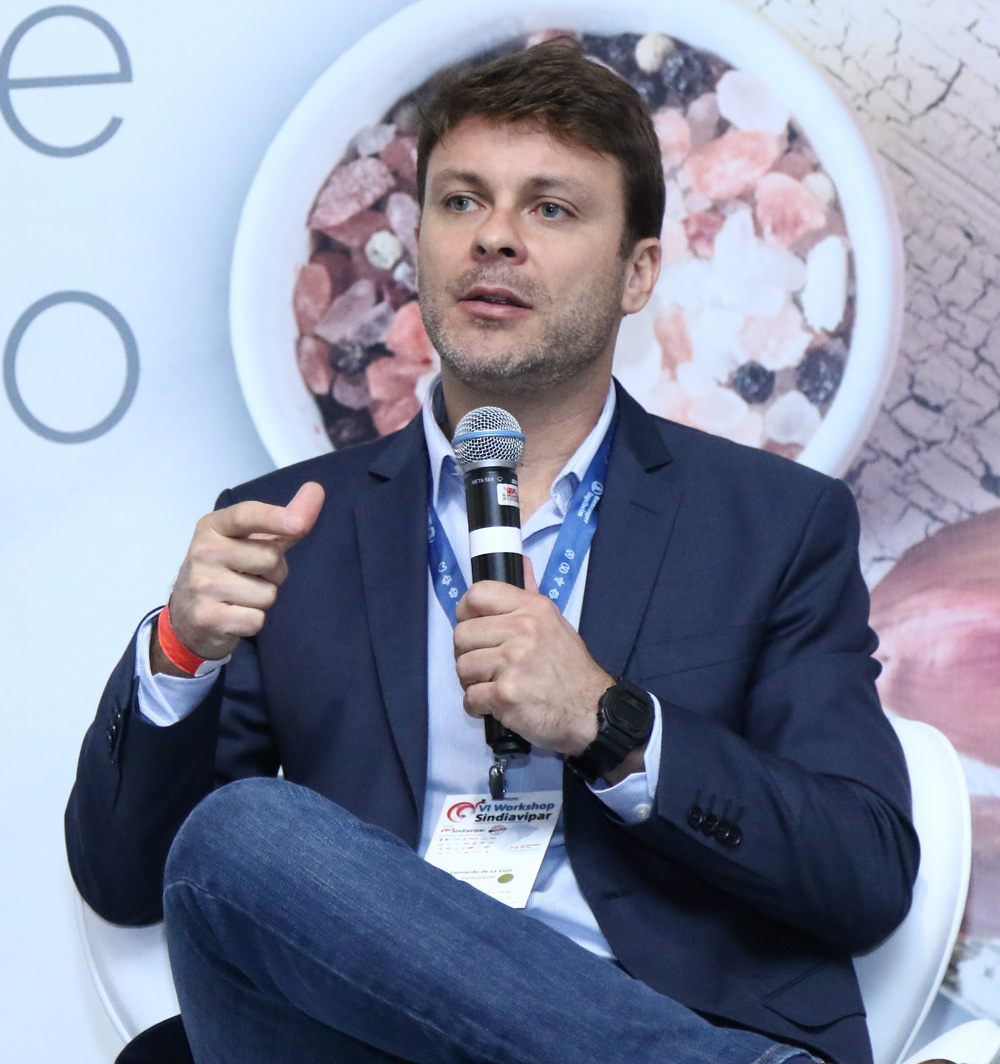
Médico veterinário e empresário brasileiro, Leonardo Vega atua também como empreendedor, professor e escritor

Leonardo Thielo de La Vega (Porto Alegre, 28 de fevereiro de 1978) é médico veterinário, empresário, empreendedor, professor e escritor. Em sua trajetória profissional, desenvolveu trabalhos na área de bem-estar animal, saúde única e tecnologias disruptivas para o agronegócio.

## Biografia
Nascido em Porto Alegre (RS), estudou medicina veterinária na Ulbra (Universidade Luterana do Brasil), em Canoas (RS). Mudou-se para São Paulo em 2008 e atualmente vive no Rio de Janeiro. Ganhou destaque internacional pelo pioneirismo de seus trabalhos dedicados ao bem-estar dos animais de produção no Brasil. 
Em 2015, em parceria com pesquisadores da Universidade de São Paulo (USP), passou a utilizar equipamentos portáteis de eletroencefalografia (EEG) e eletrocardiografia (ECG) como forma de mensurar e reduzir a dor e o sofrimento dos animais no momento do abate em frigoríficos.
Em 2016 foi co-autor do livro Bienestar animal, una visión global en iberoamérica, publicado em Barcelona, na Espanha.  
Em 2018, passou a integrar a Comissão Nacional de Bem-Estar Animal (Cobea), do Conselho Federal de Medicina Veterinária. No CFMV, foi co-autor da resolução Nº 1.236, primeira resolução brasileira a definir e a instituir condutas frente a crueldade, abuso e maus-tratos aos animais. Ainda no mesmo ano, criou o primeiro selo brasileiro de certificação em bem-estar animal para alimentos, chamado Produtor do Bem. Também em 2018 foi indicado ao prêmio global da World Veterinary Association (WVA).
Em 2020, em parceria com a TIM Brasil, criou o primeiro projeto privado de conectividade para rede de sensores e inteligência artificial em granjas de aves, suínos e bovinos, com ênfase em sustentabilidade e saúde única 

## Reconhecimento
Prêmio Destaque Medicina Veterinária 2016 na categoria empreendedorismo, do Conselho Regional de Medicina Veterinária do Rio Grande do Sul (CRMV-RS).
Prêmio Lamas 2017, da Fundação APINCO de Ciência e Tecnologia Avícolas (FACTA). Trabalho: Caracterização do estado de inconsciência dos frangos após eletronarcose com baixa corrente e alta frequência. 

Indicado para o 2º Prêmio Global WVA - Animal Welfare Awards 2018. 